# Guy Cury
Guy Joseph Benoît Cury (ur. 21 marca 1930 w Saint-Marcellin-en-Forez, zm. 16 marca 2018 w Saint-Paul-Trois-Châteaux) – francuski lekkoatleta, płotkarz, mistrz igrzysk śródziemnomorskich, olimpijczyk.
Specjalizował się w biegu na 400 metrów przez płotki. Zajął w nim 4. miejsce na mistrzostwach Europy w 1954 w Bernie.
Zwyciężył w biegu na 400 metrów przez płotki na igrzyskach śródziemnomorskich w 1955 w Barcelonie, wyprzedzając swego kolegę z reprezentacji Francji Roberta Barta i obrońcę tytułu Armando Filiputa z Włoch. Na igrzyskach olimpijskich w 1956 w Melbourne odpadł w półfinale tej konkurencji. Poprawił wówczas rekord Francji czasem 51,5 s. Był to najlepszy wynik w jego karierze.
Był mistrzem Francji w biegu na 400 metrów przez płotki w 1953, 1955 i 1956 oraz wicemistrzem w 1954.